# Ackerly
Ackerly és una població dels Estats Units a l'estat de Texas. Segons el cens del 2000 tenia 245 habitants.

## Demografia
Segons el cens del 2000, Ackerly tenia 245 habitants, 80 habitatges, i 60 famílies. La densitat de població era de 305,1 habitants/km².
Dels 80 habitatges en un 45% hi vivien nens de menys de 18 anys, en un 70% hi vivien parelles casades, en un 3,8% dones solteres, i en un 25% no eren unitats familiars. En el 20% dels habitatges hi vivien persones soles el 7,5% de les quals corresponia a persones de 65 anys o més que vivien soles. El nombre mitjà de persones vivint en cada habitatge era de 3,06 i el nombre mitjà de persones que vivien en cada família era de 3,65.
Per edats la població es repartia de la següent manera: un 33,9% tenia menys de 18 anys, un 7,3% entre 18 i 24, un 23,3% entre 25 i 44, un 26,9% de 45 a 60 i un 8,6% 65 anys o més.
L'edat mediana era de 34 anys. Per cada 100 dones de 18 o més anys hi havia 86,2 homes.
La renda mediana per habitatge era de 27.222 $ i la renda mediana per família de 31.250 $. Els homes tenien una renda mediana de 36.667 $ mentre que les dones 15.000 $. La renda per capita de la població era de 12.081 $. Aproximadament el 20% de les famílies i el 20,2% de la població estaven per davall del llindar de pobresa.

## Poblacions més properes
El següent diagrama mostra les poblacions més properes.